# Matsumoto Jun (médico)
Matsumoto Jun (松本 順?) (también conocido como Matsumoto Ryōjun 松本 良順) (13 de julio de 1832 - 12 de marzo de 1907) fue un médico japonés quien se desempeñó como médico personal del último Shogun, Tokugawa Yoshinobu. 
- Datos: Q3133066
- Multimedia: Matsumoto Jun (physician) / Q3133066